# مسجد
المَسْجِد أو الجامع هو دار عبادة المسلمين، وتُقام فيه الصلوات الخمس المفروضة وغيرها، وسمي مسجداً لأنه مكان للسجود لله، ويُطلق على المسجد أيضاً اسم جامع، وخاصةً إذا كان كبيراً، وفي الغالب يُطلق على اسم «جامع» لمن يجمع الناس لأداء صلاة الجمعة فيه فكل جامع مسجد وليس كل مسجد بجامع، كذلك يطلق اسم مصلى بدل من اسم مسجد عند أداء بعض الصلوات الخمس المفروضة فيه وليس كلها مثل مصليات المدارس والمؤسسات والشركات وطرق السفر وغيرها التي غالباً ما يؤدى فيها صلاة محدودة بحسب الفترة الزمنية الحالية، ويدعى للصلاة في المسجد عن طريق الأذان، وذلك خمس مرات في اليوم.

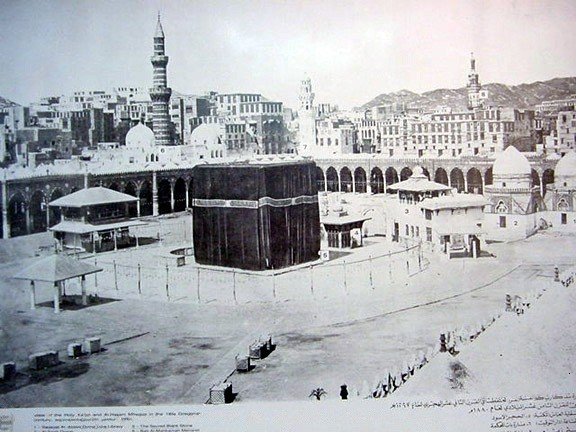
الحرم المكي وفي وسطه الكعبة المشرفة بمكة المكرمة سنة 1880م.

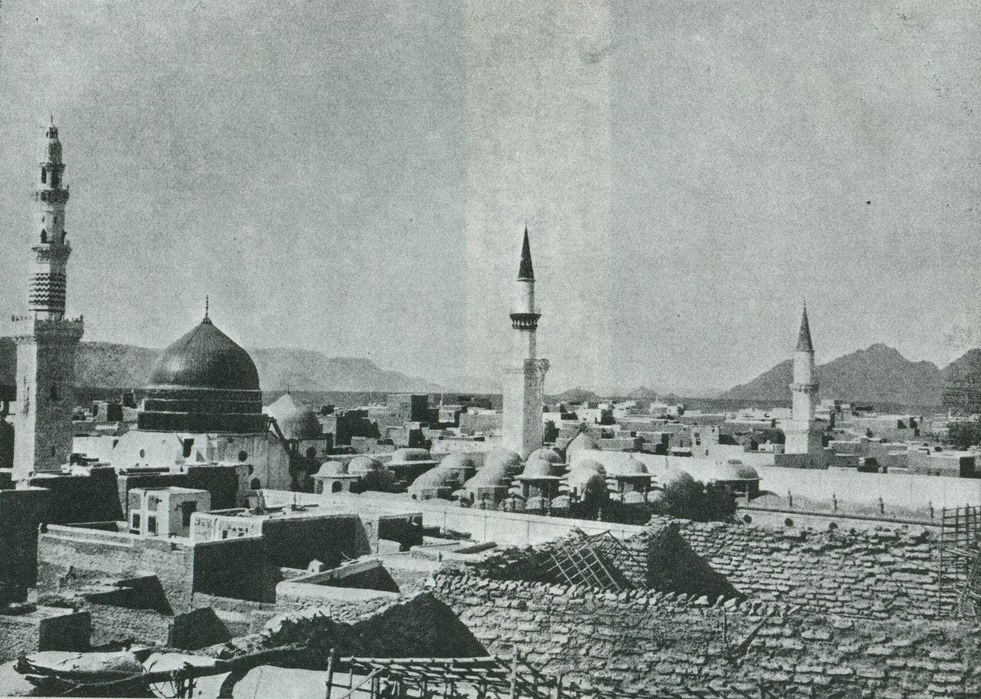
المسجد النبوي بالمدينة المنورة سنة 1905م.

وكان المسجد هو أول مبنى تشهده المدينة المنورة العاصمة الأولى للدولة الإسلامية مباشرة بعد وصول النبي محمد عليه الصلاة والسلام مهاجرا من مكة، وشكل هذا المسجد إحدى ركائز بناء مجتمع مسلم من جميع النواحي الدينية والسياسية والاجتماعية.

## أصل كلمة مسجد في اللغة العربية
المسجد هو الموضع الذي يسجد فيه، وكل موضع يتعبد فيه فهو مسجد، حيث قال الله تعالى ﴿وَمَنْ أَظْلَمُ مِمَّنْ مَنَعَ مَسَاجِدَ اللَّهِ أَنْ يُذْكَرَ فِيهَا اسْمُهُ﴾ [البقرة:114]،
وعن أبي عبد الله جابر بن عبد الله أن رسول الله قال: «...وجعلت لي الأرض مسجدا وطهورا...» صحيح البخاري، أما الجامع فهو نعت للمسجد، ونعت بذلك لأنه علامة الاجتماع، وفي الصدر الأول كانوا يقتصرون على كلمة مسجد، ثم صنفوا فقالوا المسجد الجامع، وآونة يضيفونها إلى الصفة فيقولون مسجد الجامع، ثم تجوز الناس واقتصروا على الصفة فقالوا للمسجد الكبير الذي تصلى فيه الجمعة وإن كان صغيراً الجامع؛ لأنه يجمع الناس لوقت معلوم.

## أصل كلمة مسجد في اللغات الأجنبية

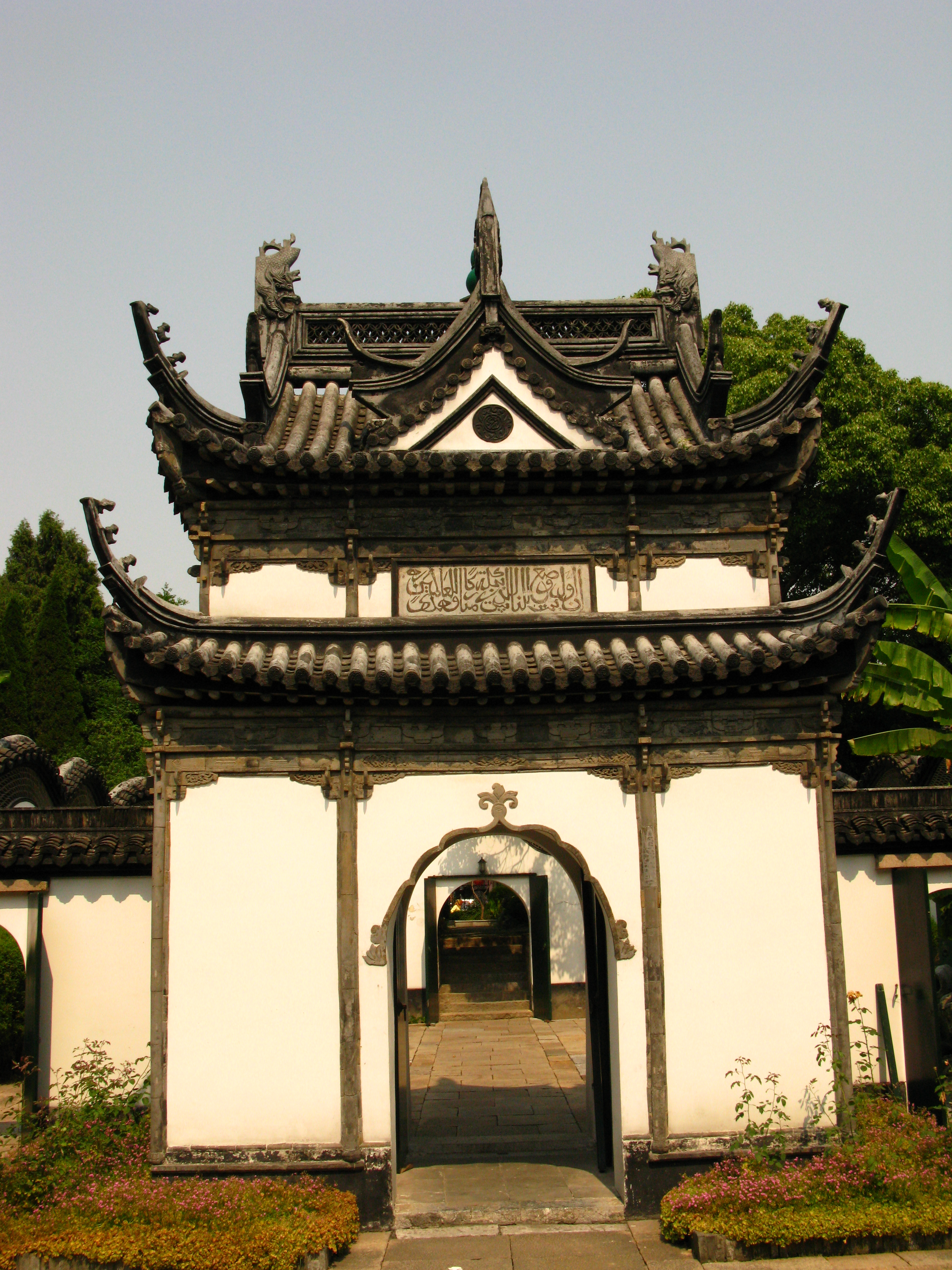
الآية القرآنية مزخرفة بالخط الصيني على بوابة أحد أقدم مساجد شانغهاي.

كلمة "Mosque" الإنجليزية مشتقة من الكلمة الفرنسية "Mosquée" المشتقة من الكلمة الفرنسية القديمة "Mousquaie" المشتقة من الكلمة الإيطالية القديمة "Moschea" المشتقة من كلمة "Moscheta" والتي تعني مشتق من الكلمة الإسبانية القديمة. "مسجد" التي نقلت عن العرب مشتقة من الكلمة العربية "مسجد" التي تكتب بالحروف اللاتينية "مسجد"

## أهم المساجد
يؤمن المسلمون بأن هناك ثلاثة مساجد على الأرض خصها الله بخصوصية كبيرة وهي بالترتيب حسب أهميتها: المسجد الحرام في مكة المكرمة وفيه الكعبة المُشرفة، والمسجد النبوي في المدينة المنورة مدينة رسول الله صلى الله عليه وعلى آله وصحبه وسلم، والمسجد الأقصى الواقع في القدس في فلسطين، ويعاني المسلمون معاناة شديدة لوقوع أحد أعظم مساجدهم في يد إسرائيل ويشعرون بقدر كبير من الإهانة لما تعرض له هذا الصرح العظيم من أذى كإضرام النار فيه في حقبة الستينيات من القرن المنصرم.

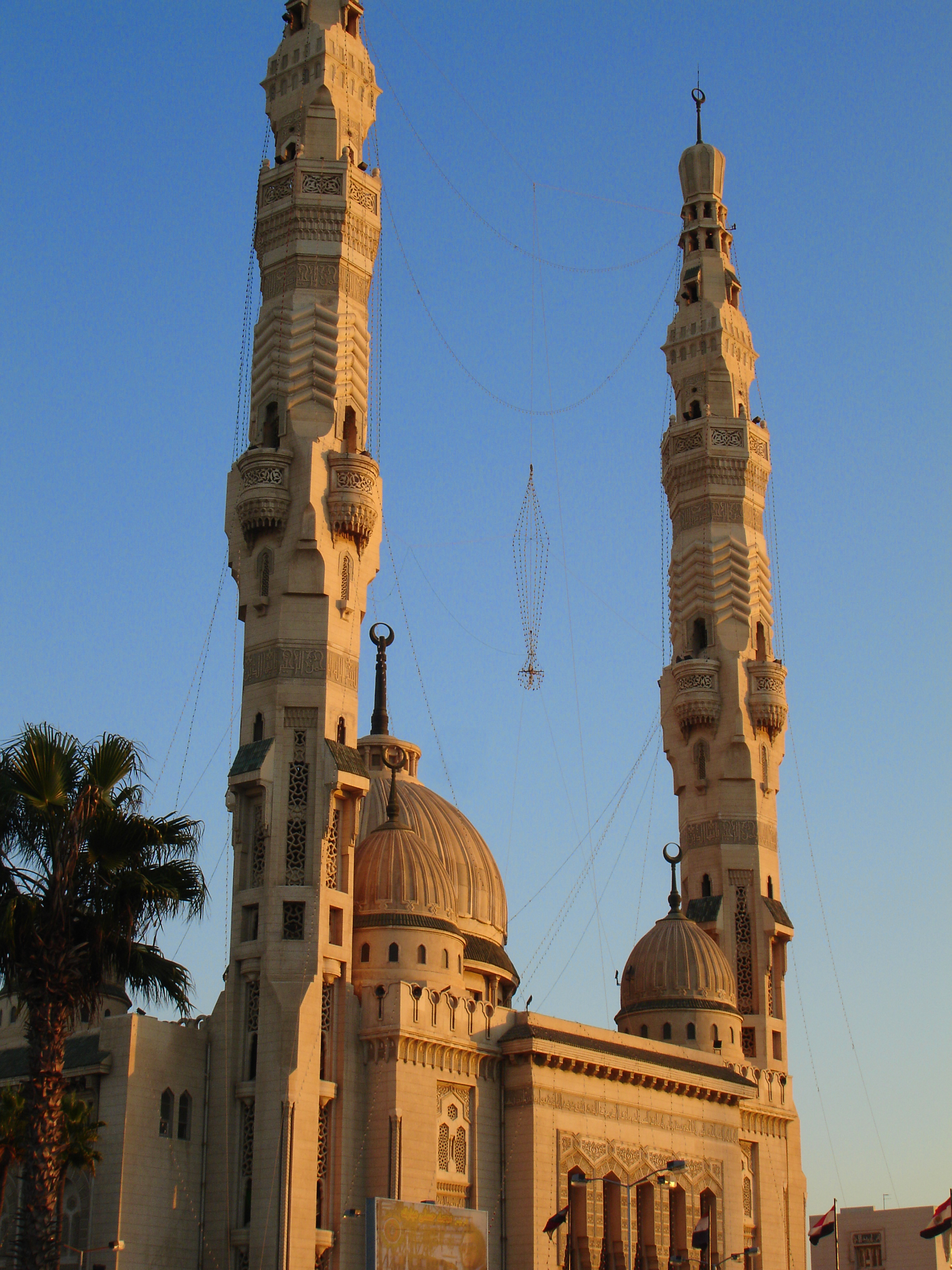
مسجد في بور سعيد بمصر.

يؤمن المسلمون أن المسجد الحرام هو أول مسجد بني في الأرض فعن أبي ذر: قلت: «يَا رَسُولَ اللَّهِ أَيُّ مَسْجِدٍ وُضِعَ فِي الأَرْضِ أَوَّلُ ؟ قَالَ: الْمَسْجِدُ الْحَرَامُ. قَالَ: قُلْتُ: يَا رَسُولَ اللَّهِ ثُمَّ أَيُّ؟ قَالَ: الْمَسْجِدُ الأَقْصَى. قَالَ: قُلْتُ: كَمْ بَيْنَهُمَا؟ قَالَ: أَرْبَعُونَ سَنَةً، وَأَيْنَمَا أَدْرَكْتَ الصَّلاةَ فَصَلِّ، فَإِنَّمَا هُوَ مَسْجِدُكَ».

## العمارة

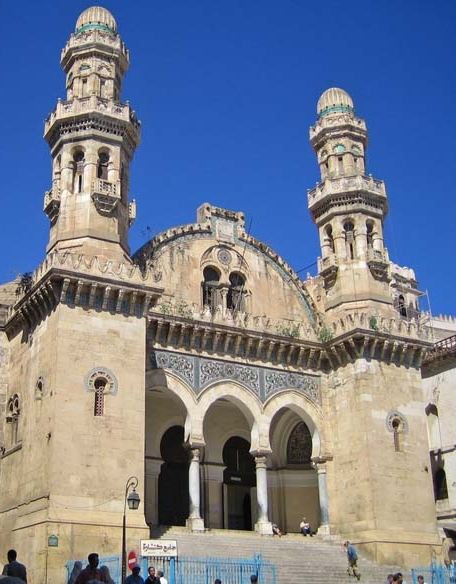
جامع كتشاوة بالجزائر

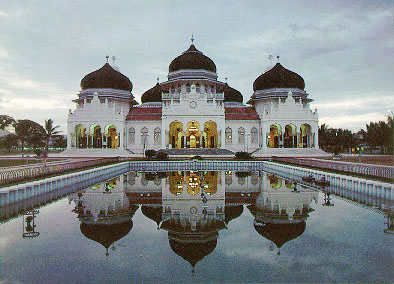
مسجد بندر آچيه الكبيرُ

يتكون المسجد عادة من مبنى ذي ردهة كبيرة تحتوي جموع المصلين الذين يتوافدون إليه لأداء الصلوات الخمس الواجبات كل يوم، ودائما وأبدا يستقبل المسجد القبلة المتمثلة بالكعبة المشرفة والواقعة في مكة المكرمة. عندما يُنادى لصلاة من الصلوات الخمس ويقوم المؤذن بإقامة الصلاة، يقف إمام المسجد أمام الصف الأول من المصلين ويقوم بإدارة الصلاة من تكبير وركوع وسجود وختام للصلاة. يصطف المصلون في المسجد على شكل صفوف خلف الإمام وأكثرهم أجرا من يصطف في الصف الأول خلف الإمام مباشرة ولا توجد أفضلية في المسجد لغني فيصطف في الصف الأول مثلا ويصطف الفقير في الصف الذي يليه. بل من يصل إلى المسجد أولا يتبوأ مكانه في الصف الأول.
في وقتنا الحاضر، عادة تصحب المسجد منارة أو عدة منارات (تسمى أيضا بالمئذنة) وتوضع فيها مكبرات الصوت ليسمع الناس المنادي للصلاة حين يحين وقتها.

الشكل العام لمخطط مسجد

### الطراز
اهتم المسلمون بعمارة المساجد كونها من الأماكن ذات قدسية. فتفانوا في بنائها وتزينها مستفيدين من الأمم التي اعتنقت الإسلام والأمم التي خالطها المسلمون. غالبا ما يتماشى حجم المسجد مع عدد المسلمين، لذا نجدها بأحجام متعددة من الصغير (وغالبا ما تسمى بالمصليات وتتميز بالبساطة) إلى الكبير الذي يجمع المسلمين لأداء لصلوات كالجمعة أو العيدين.

#### الطراز العربي

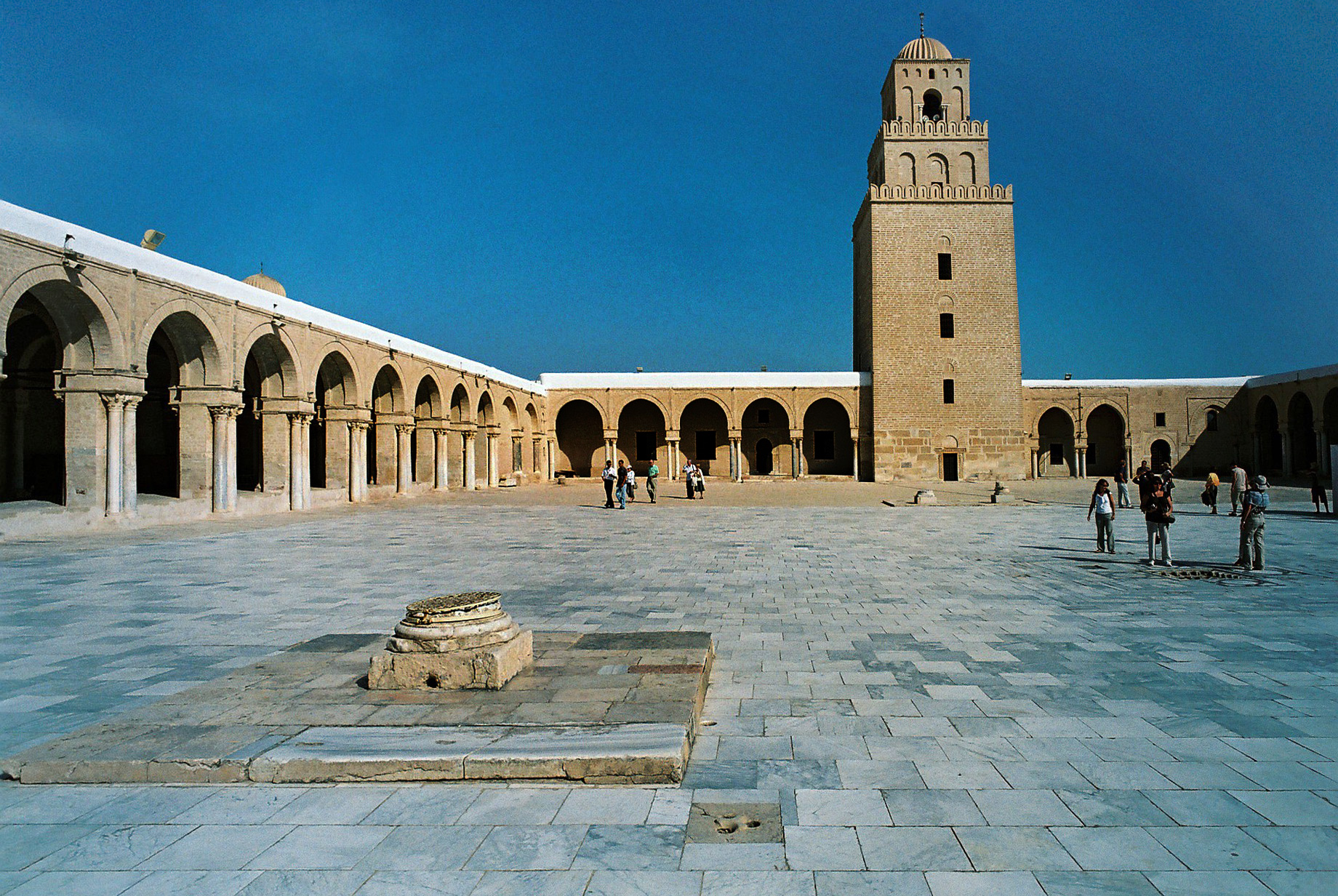
جامع عقبة بن نافع في القيروان بطرازه العربي أحد أقدم المساجد بالمغرب العربي

في البداية كان الطراز العربي البسيط سمة المساجد الأولى في شبه الجزيرة العربية ثم الشام والعراق ولاحقا شمال أفريقيا. وتميز بمباني بسيطة مربعة أو مستطيلة بها قاعة للصلاة تطورت بعد أن كان سقفها من السعف تحمله أعمدة من جذوع النخل. كما احتلت ردهة غير مسقوفة مدخل المسجد.
استمر هذا النمط من البناء إلى غاية دولة العباسيين.

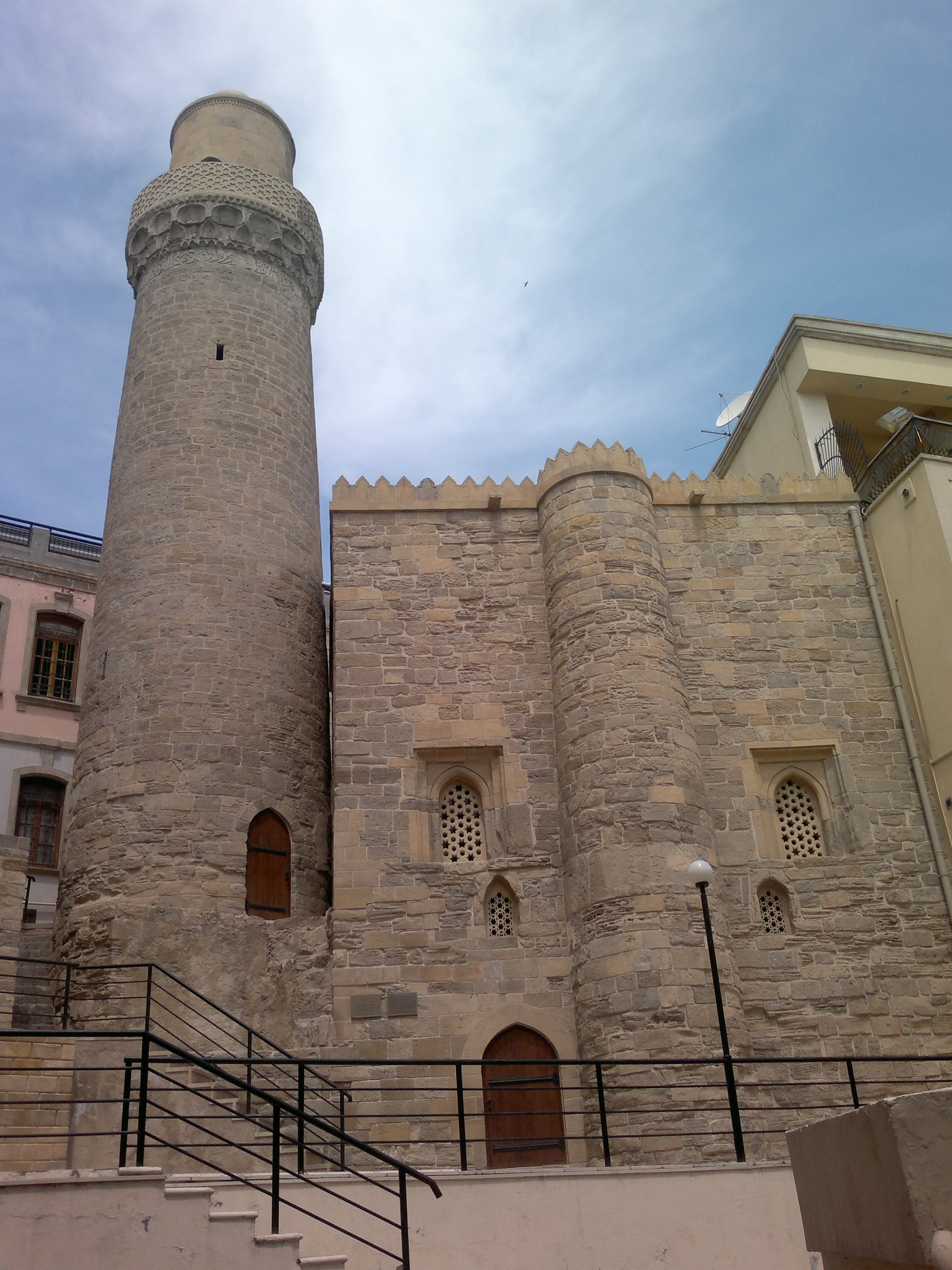
مسجد النبي محمد - باكو أذربيجان.

#### الطراز الفارسي
انتشر هذا الطراز في إيران وأفغانستان وباكستان وبعض الدول المجاورة وكذا في الهند قبل عهد المغول. ظهر في عهد السلاجقة ابتداء من القرن العاشر. ويتميز بالإيوان وأقواسه والقباب فوق قاعات الصلاة والمدخل ذي المئذنتين.
يمكن الاستشهاد التبليط التقليدي ما أكثر أهمية العنصر الزخرفي في المساجد بني بالطراز الفارسي.

#### الطراز العثماني
ظهر ابتداء من القرن 15. ونشهده جليا في مساجد تركيا وبعض الدول العربية التي شهدت الحكم العثماني. وكان سنان أحد أشهر مهندسي هذا الطراز والذي ينسب إليه أكثر من 300 عمل من بينها مسجد السليمانية.
تتميز المساجد بقبة مركزية كبيرة تعلو وسط قاعة الصلاة قد تجاورها بعض القباب الصغيرة نجدها حتى فوق بعض الأماكن غير المخصصة للصلاة. ويعتقد البعض أن الطراز العثماني قد تأثر بعمارة البيزنطيين.

#### الطراز المغولي
انحصر هذا الطراز في الهند فقط. وقد ظهر ابتداء من القرن 16 تحت تأثير الطراز الفارسي. يتميز بساحة كبيرة تضم أربعة إيوانات يؤدي أحدها إلى قاعة الصلاة تعلوها ثلاث أو خمس قبب كبيرة.
مسجد دلهي وبيدار من الأمثلة على هذا الطراز.

### المآذن

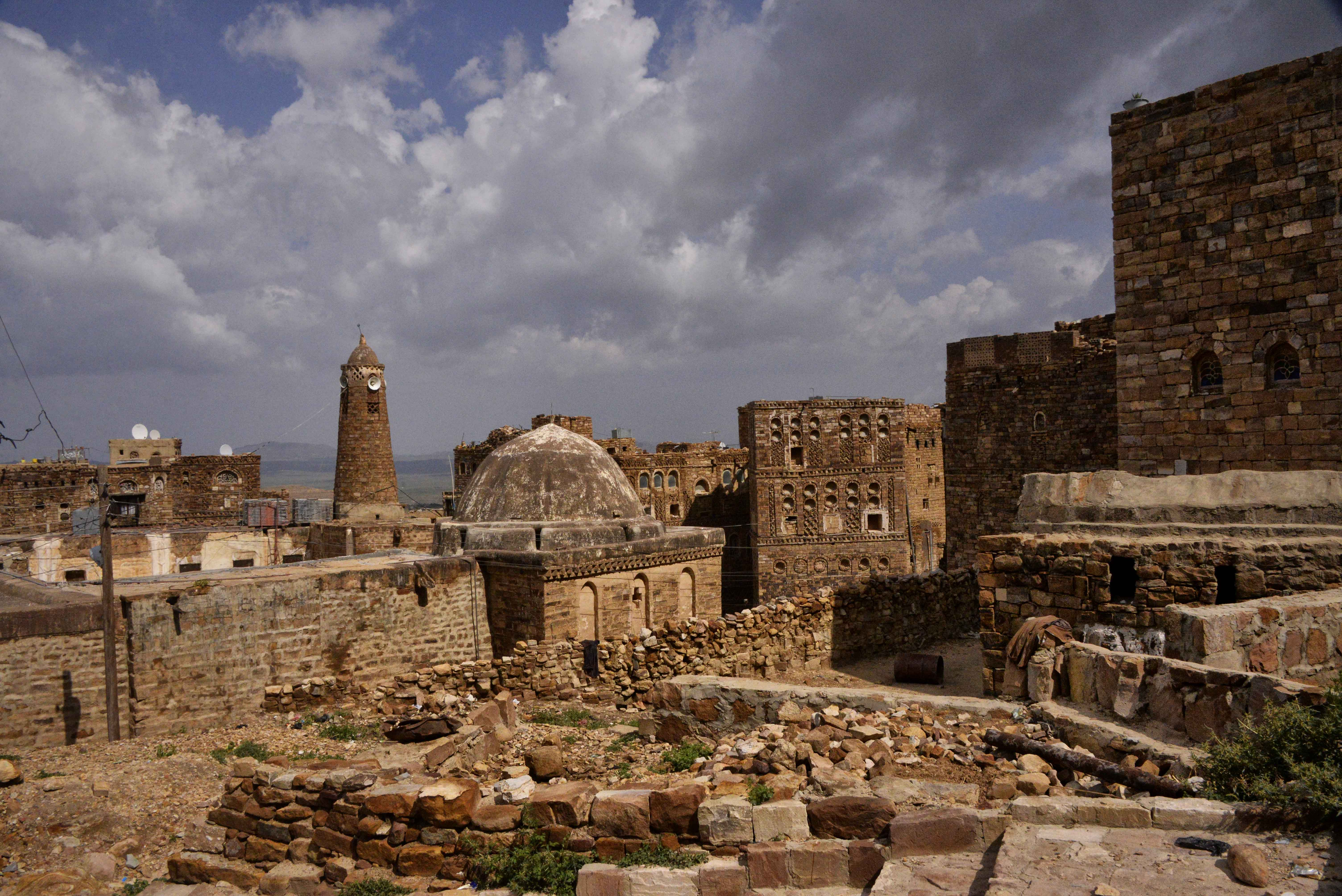
مسجد عتيق في اليمن

المآذن هي أحد المعالم الذي تعرف بالمسجد بقامتها الشاهقة والتي ترى عن بعد. وفي شمال أفريقيا تسمى غالبا بالصومعة. ترتفع المئذنة من أحد أركان المسجد حتى تسمح للمؤذن فرفع صوته بالأذان ليبلغ أقصى مكان. أعلى مئذنة هي مئذنة مسجد الحسن الثاني بالدار البيضاء المغرب بارتفاع 210 متر.
لم يكن للمساجد الأولى مآذن. أول مئذنة ظهرت في البصرة سنة 665 في عهد الخليفة الأموي معاوية بن أبي سفيان والذي شجع على بنائها. ويعتقد أنها استلهمت من أبراج الكنائس.
أقدم مئذنة لا تزال قائمة هي مئذنة جامع القيروان الكبير والذي بني ما بين القرن الثامن والتاسع. ومثلها مثل مآذن المغرب العربي، فإنها تتميز بشكلها المربع الذي يختلف عن الشكل الدائري في المشرق. كما تتميز بثلاث مستويات بأحجام مختلفة ومتدرجة عليها زخارف هندسية.
يرتفع صوت الأذان داعيا للصلاة خمس مرات يوميا عبر المآذن باستعمال مكبرات الصوت. إلا أن المساجد الموجودة في البلد التي لا يشكل المسلمون أغلبية لا تفعل ذلك ويكتفى برفع بدون مكبرات صوت.

### القباب
تشكل القباب رمزا عمرانيا آخر إلى جانب المئذنة في التعريف بالمسجد. وتفتح القبة من داخل المسجد فضاء شبه كروي وكأنه يضاهي القبة السماوية.
ومن أشهر المساجد التي تميزها قباب :
- مسجد قبة الصخرة ذي القبة المذهبة
- المسجد النبوي وقبته الخضراء المميزة

### مساحة الصلاة

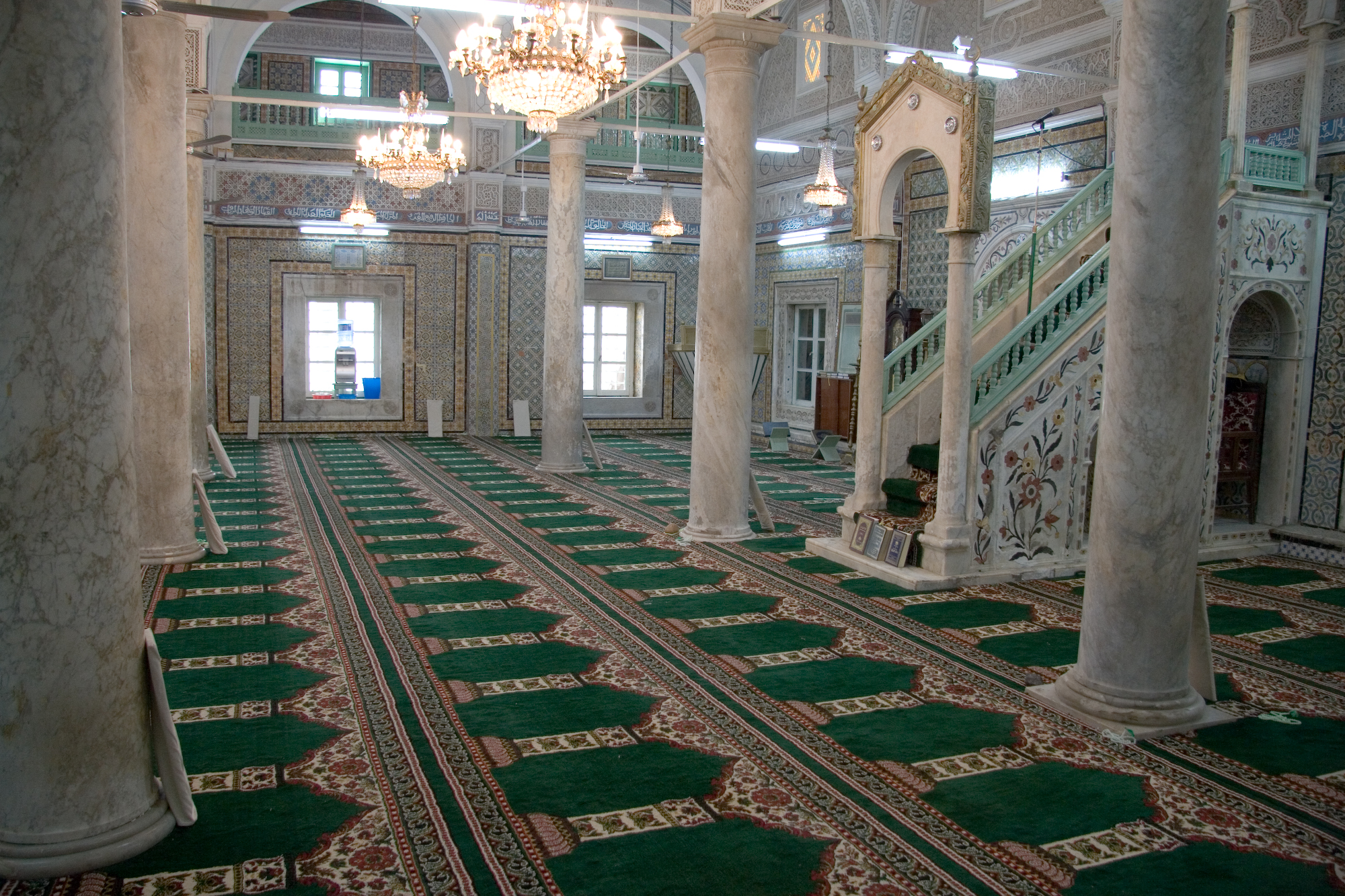
قاعة الصلاة بمسجد جامع قرجي بطرابلس، ليبيا.

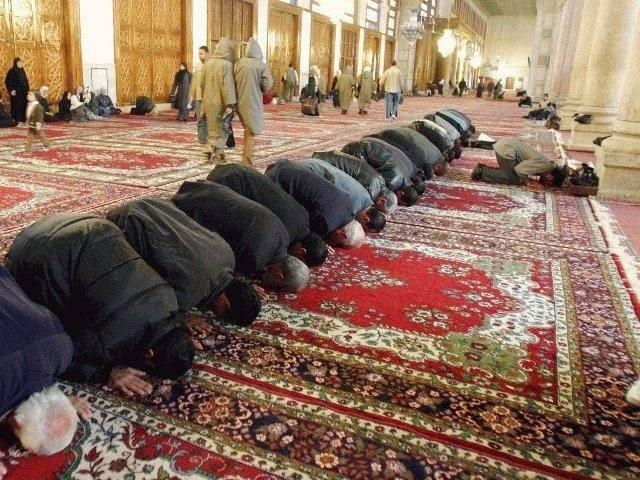
مصلون في المسجد الأموي بدمشق، سوريا.

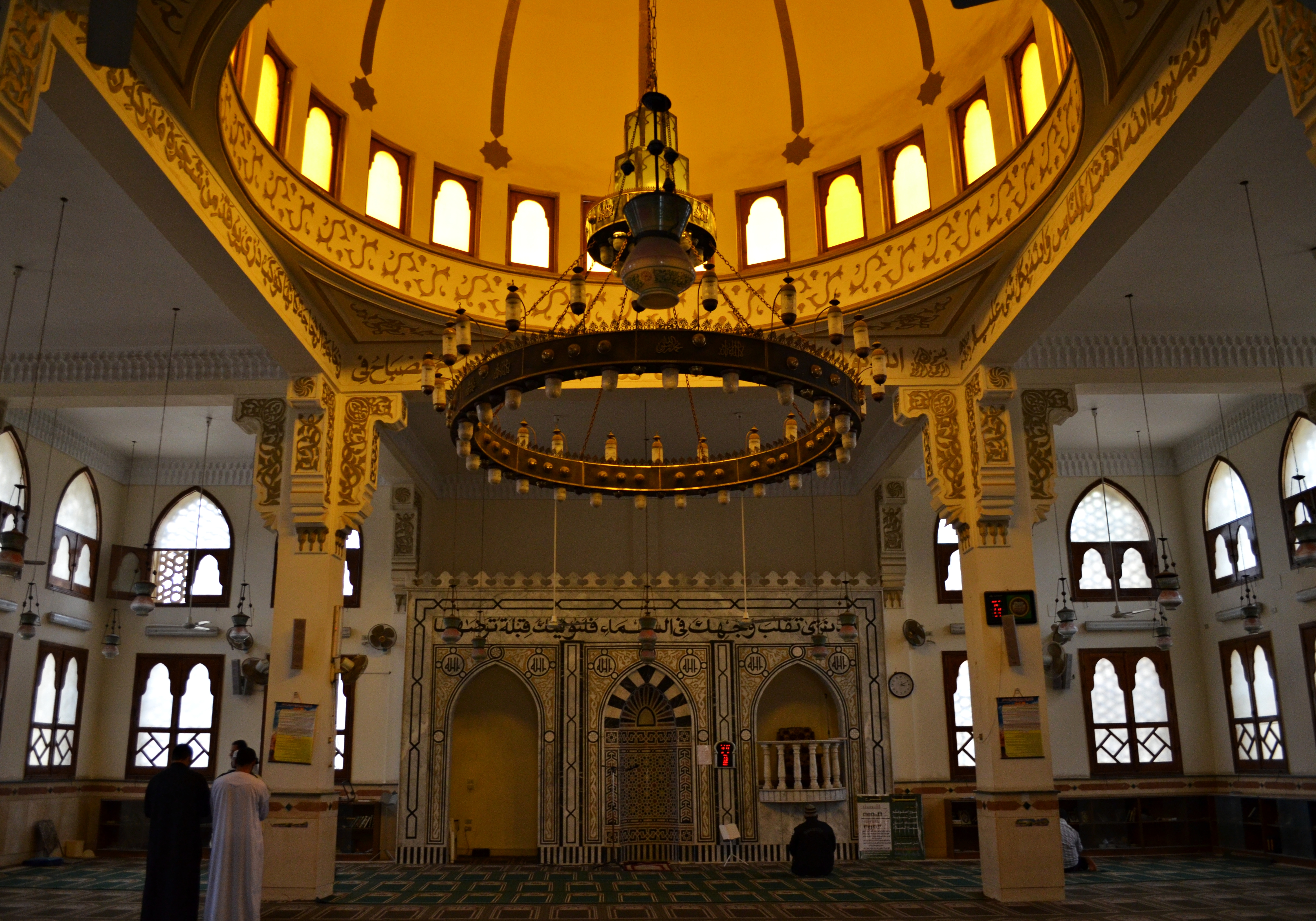
داخل أحد مساجد المقطم، القاهرة.

تمثل الجزء الرئيسي والمساحة الأكبر من المسجد غالبا. وهي عادة على شكل قاعة كبيرة تتخللها أعمدة، وفي حالة المساجد الكبيرة فقد تكون أكثر من قاعة موزعة على أكثر من طابق.
ويشير المحراب والمنبر إلى مقدمة القاعة واتجاه القبلة للصلاة. وتفرش القاعة بزرابي وأفرشة لتوفير الراحة للمصلي
لا تخلو قاعات الصلاة من الزخارف التي تكسو جدرانها وأعمدتها وحتى أسقفها. مزيج بين النقش على الجدران والخشب لرسم أيات من القرآن وأسماء الله الحسنى والنبي محمد وصحابته. ونجد أيضا أشكالا مرسومة لجماد ونباتات، ولكن بدون أي رسم أو تجسيم لحي كإنسان أو حيوان لمخالفة ذلك لتعاليم الإسلام.
عند الصلاة، يقوم المسلمون في صفوف متوازية متجهين إلى القبلة. وتكون الصفوف الأولى للرجال، وتليها صفوف الأطفال ثم النساء. حاليا، أغلب المساجد توفر قاعات خاصة للنساء.

### مصنف كتراث عالمي

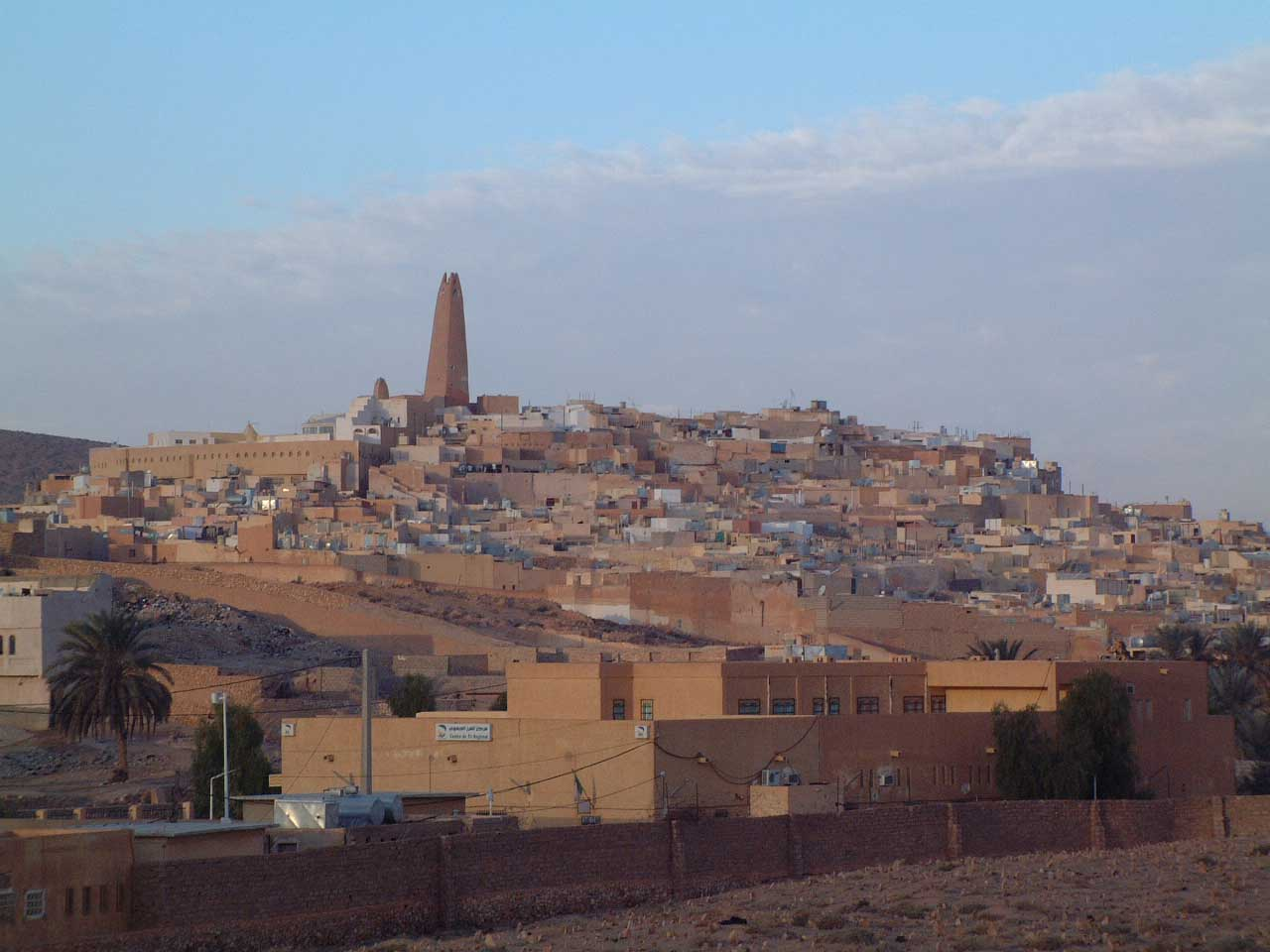
منظر لمدينة غرداية ومنارة مسجدها المبني على هضبة مزاب

المعالم الإسلامية المسجلة ضمن قائمة التراث العالمي لليونسكو هي :
- مئذنة جام
- مسجد السلطانية
- غرهات (المدينة-المسجد)
- المسجد الكبير ومشفى ديوريجي
- قطب منار
- القاهرة الإسلامية
- مسجد الشاه ومسجد الشيخ لطف الله, ضمن موقع ساحة نقش جهان في أصفهان
- القيروان ومسجدها الكبير[11]
- المزاب ومدنه المبنية حول مساجدها[12]
- قصبة الجزائر, المدينة القديمة ومساجدها[13]

## الدور الديني والاجتماعي

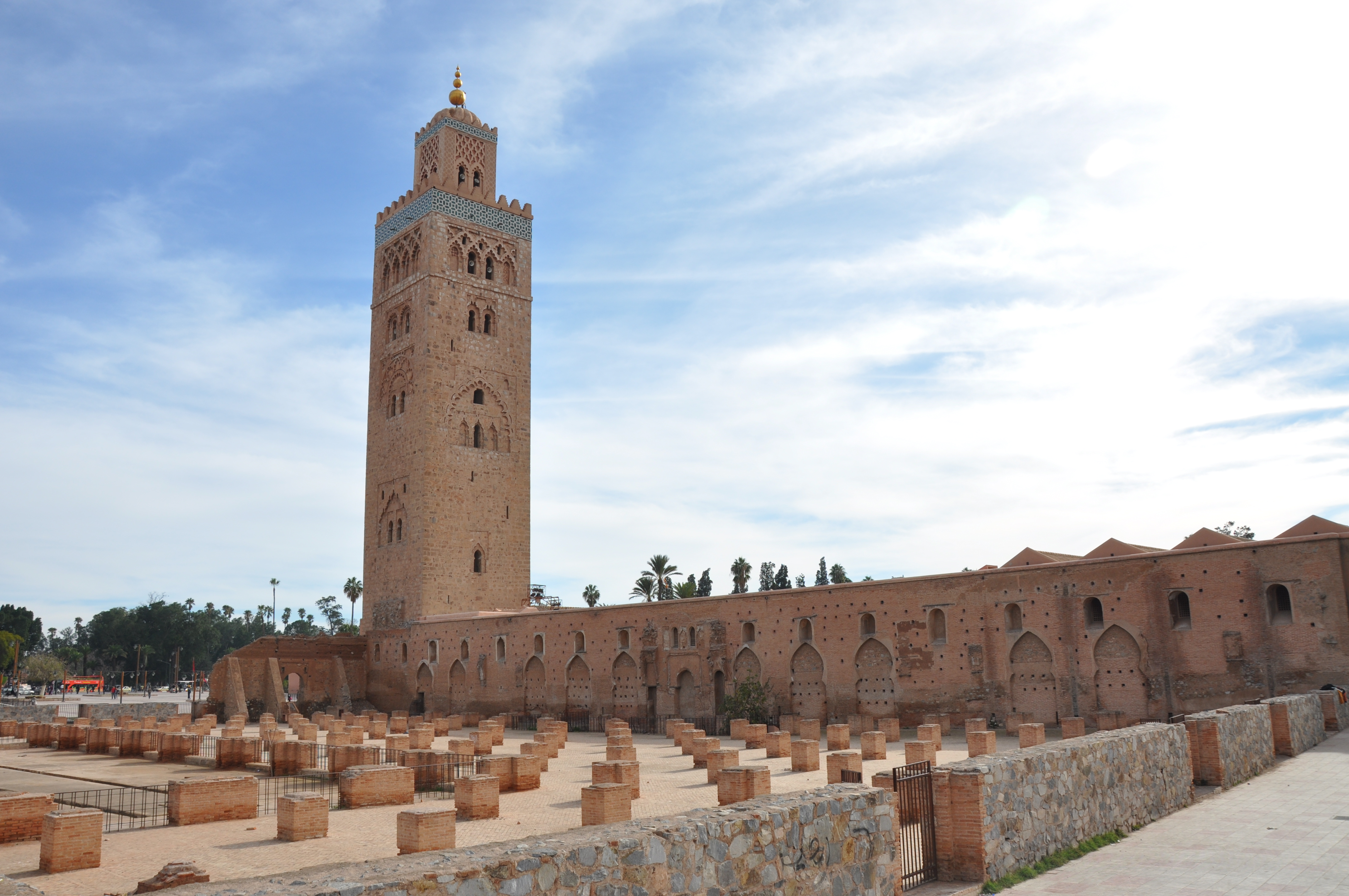
جامع الكتبية في مراكش المغرب.

### الصلاة
منذ نشأته، مثل المسجد المكان المتعارف عليه بالنسبة للمسلمين لإقامة الصلاة في جماعة. فالمسجد يشهد إقامة الصلوات الخمس المفروضة على المسلمين. وتشهد صلاة الجمعة إقبالا أكبر كونها يجب أداءها في جماعة بعد الاستماع لخطبتين إضافة لكونها في يوم هو عطلة نهاية الأسبوع في أغلب الدول المسلمة.
كما تصلى في بعض الأحيان صلاتي عيدي الفطر والأضحى. إلى جانب صلوات أخرى تخضع للمناسبات كصلاة التراويح في ليالي شهر رمضان وصلاة الجنازة على موتى المسلمين أو صلاة الاستسقاء لطلب المطر أو صلاة الخسوف والكسوف وغيرها من الصلوات الجماعية.

### رمضان والمناسبات الأخرى

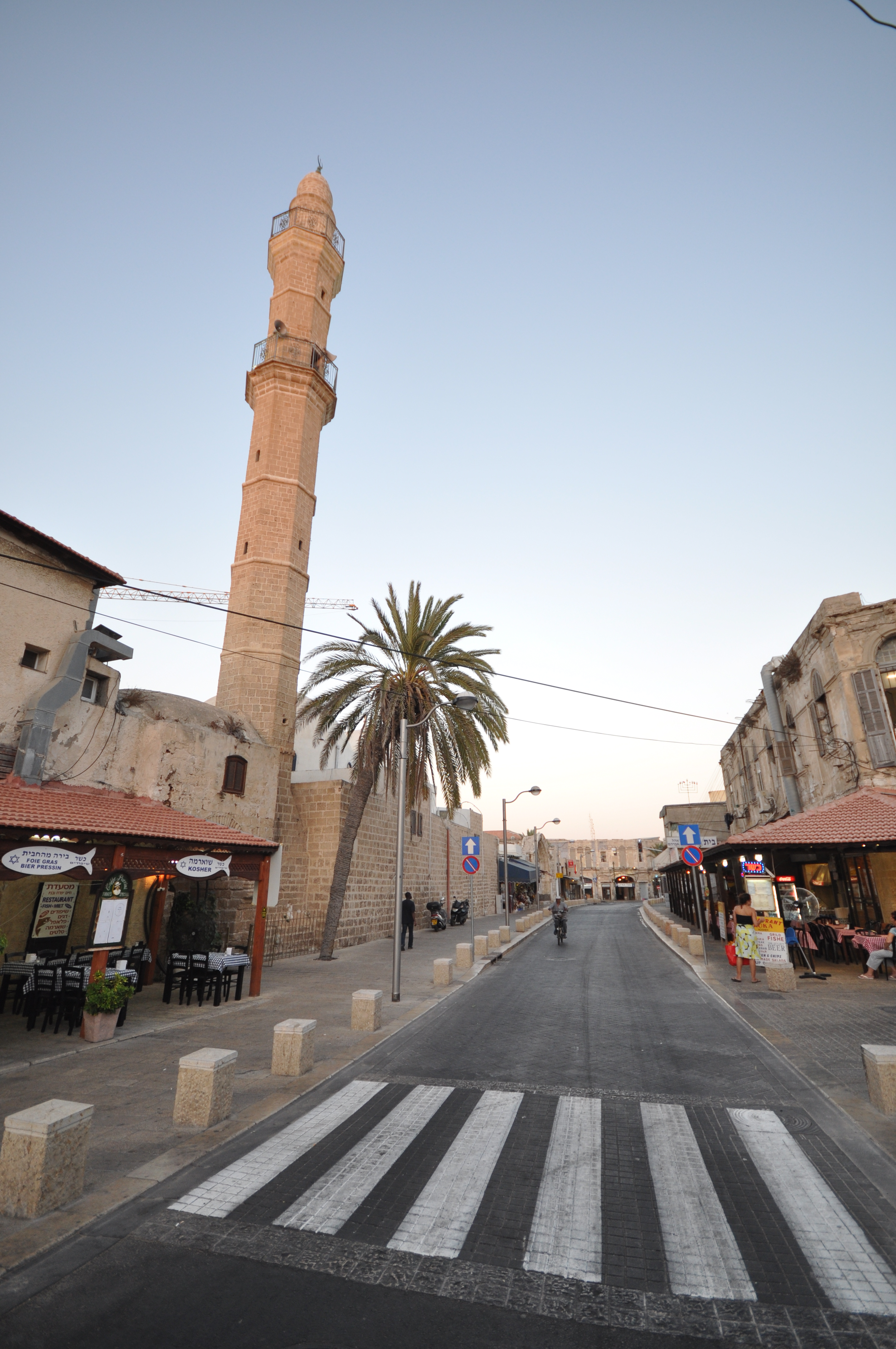
جامع المحمودية في يافا

يدرك المسلمون فضل شهر رمضان عن غيره من شهور السنة. فهو شهر الرحمة والمغفرة والعتق من النار فيه يتضاعف الأجر، فيجتهدون في الطاعات والعبادات، ويواظب المسلمون على أداء الصلاة المكتوبة في المسجد وكذا صلاتي التراويح والتهجد ويشهد قراءة القرآن فيها كاملا أو جزئيا.
غالبا ما تزين المساجد في رمضان بالأنوار في مظهر احتفالي بالشهر الفضيل للمسلمين. كما تشهد المساجد نشاطات اجتماعية وثقافية، مثل موائد رمضان لإطعام الصائمين من محتاجين وعبري سبيل وكذا المسابقات الفكرية خاصة في المناسبات كليلة القدر.
في مساجد الشيعة في شهر المحرم وبمناسبات أخرة كأيام ضربة ووفاة الإمام علي توضع الرايات السود وقد تُقام المحاضرات والعزاء في المساجد (خلافًا للحسينيات التي هي أماكن مخصصة لهذا الغرض فقط).
تحظى المناسبات الدينية الأخرى (خارج رمضان) بقدر من الاحتفال متفاوت في المساجد.

### الثقافة والتعليم
استجابة لدعوة الإسلام لطلب العلم عامة إلى جانب التفقه في الدين، فإن المسجد مثل الوجهة الأولى للمسلمين، منذ القدم، للنهل من علوم الدين والدنيا. فأقام علماء المسلمين حلقات للعلم على مدار السنة، يتلقى الطلبة الدروس وما جمعه أساتذتهم من تراث الأوليين والآخرين.
وإن قل دور المسجد في مجال العلوم الدنيوية بظهور مؤسسات متخصصة كالمدارس والمعاهد والجامعات، إلى أنه لا يزال وجهة العامة لتعلم دينهم. كما لا تزال الكتاتيب الملحقة بالمسجد مقصودة لتعلم الصغار اللغة وقواعدها وحفظ القرآن ودراسة السيرة النبوية.
وإضافة إلى الخطب التي يلقيها عادة الخطباء والأئمة عند صلاتي الجمعة والعيدين، فإن المساجد تشهد إلقاء لدروس قد تكون دورية أو حسب المناسبات يتناول فيها دروس دينية وتاريخية وتوعوية.

### مساعدة المحتاجين

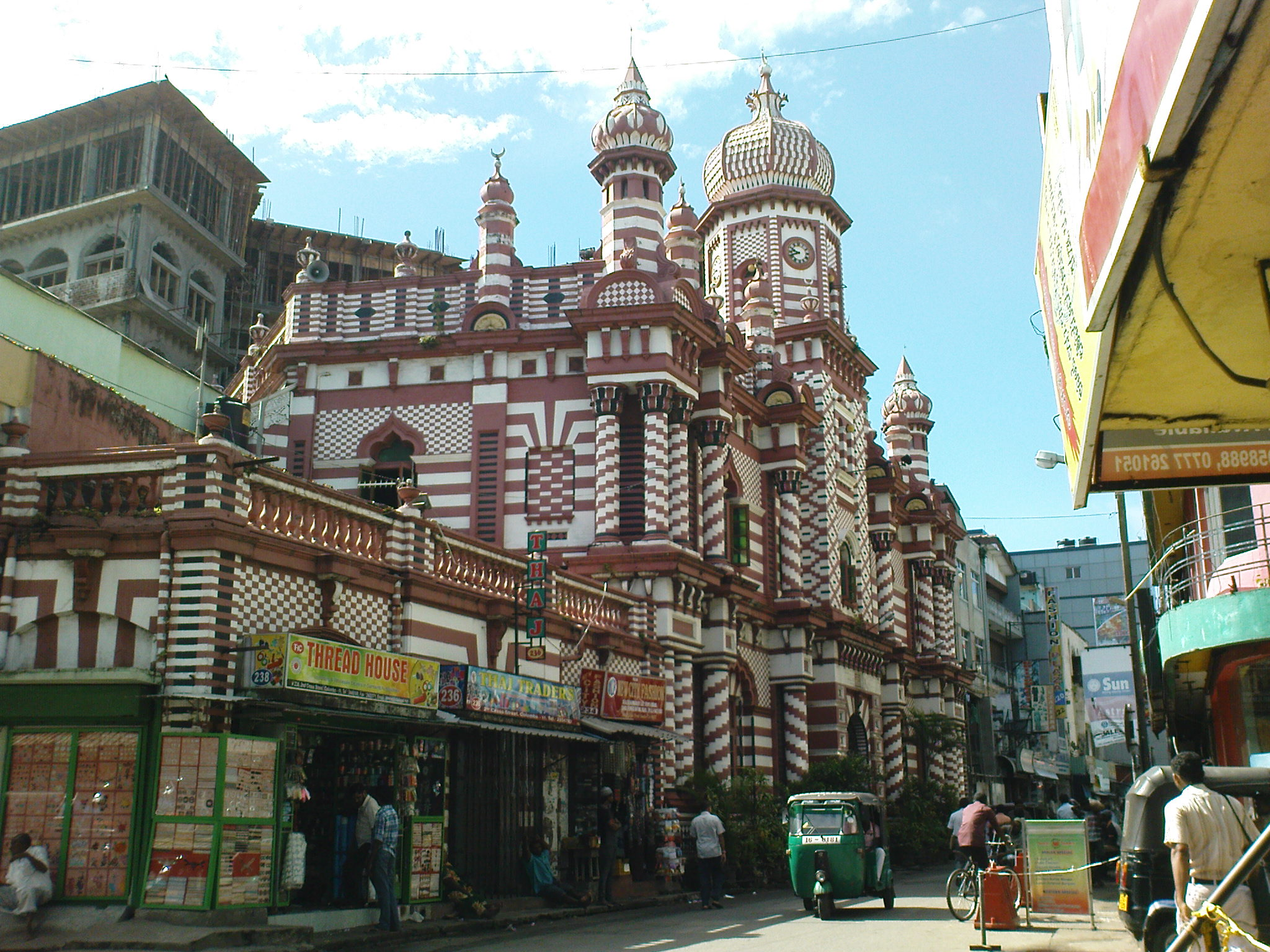
جامع في مدينة كولومبو عاصمة سريلانكا.

وهو مؤسسة اقتصادية حيث ترعى المساجد أُسر المتعففين عن طريق اللجان الخيرية التي تقوم على جمع التبرعات من الميسورين وتوزيعها على المحتاجين. وقامت بعض المساجد بالتوفيق بين الرجل والمرأة بقصد الزواج ممن لم يحالفهم الحظ في الزواج بالطرق التقليدية أو لشح في المال من جانب الرجل. قامت هذه المساجد بجمع طلبات الرجال والنساء والتوفيق بين القائمتين مما أثمرت هذه المبادرة بتزويج من لم يحالفه الحظ بالزواج. وهو مؤسسة تربوية لما يقوم به خطباء المساجد في الجُمَع من وعظ وتوجيه في القضايا التربوية بل وشتى القضايا الاجتماعية.

## الدور السياسي
لعبت المساجد طوالها تاريخها أدوارا سياسية، فكانت مقرا لعقد البيعات ولحكم الخلفاء الراشدين ومناقشات بين أعلام المسلمين وقادتهم ومشاورة الرعية ومنطلقا للفتوحات والغزوات. لاحقا استعملها الحكام لدعوة من منابرها لطاعتهم ولمحاربة أعدائهم. كما استعملتها المعارضون في الترويج لدعوتهم للانقلاب على الحكام بحجة أحقيتهم بالحكم أو خروج الحكام الحاليين عن الشرع.
في الدول الشمولية، تحرص الدولة كل الحرص على تقليص دور المسجد واقتصار دوره على الصلوات الخمس ثم تحرص الدولة أن ينفض المصلون إلى سبيلهم لأن رسالة المسجد تتنافى وأُسس الدولة الشمولية.
في الغرب ومع نهاية القرن العشرين، لوحظ تزايد عدد المساجد التي استعملت لأغراض سياسية. وتشهد المساجد حاليا دعوات لمشاركة الجالية المسلمة في الحياة السياسية والتعايش السلمي في المجتمع.

## الآداب
يلتزم رواد المساجد بمجموعة من الآداب أوضحها الإسلام والعرف حفاظا على قدسية المسجد والمكانة الرفيعة عند المسلمين.

### النظافة والملابس

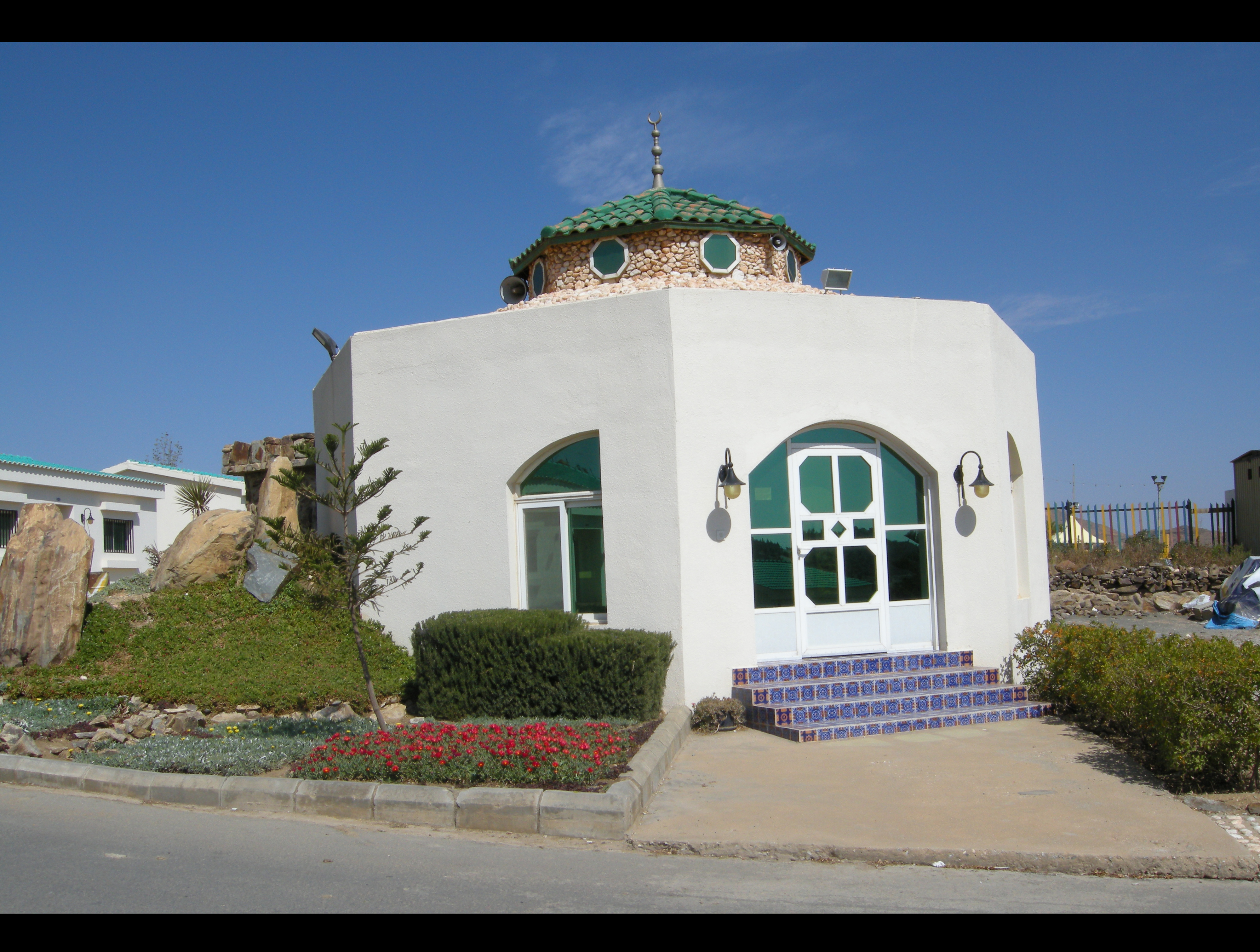
مسجد صغير في احدى قرى منطقة الباحة جنوب السعودية

يحث الإسلام أتباعه على نظافة الملبس والمسكن. ويحرص عليها عند القدوم إلى المسجد ويستحب التطيب والتزين. فقد ورد في القرآن الكريم «يا بني آدم خذوا زينتكم عند كل مسجد» (سورة الأعراف، الآية 31). كما يحظر على الجنب والمرأة النفساء أو الحائض دخول المسجد. وينبه الزائر بتجنب أكل الثوم أو البصل لما قد يسببه ذلك من رائحة فم مؤذية للغير، وفقا للحديث الشريف : «من أكل ثومًا أو بصلا فليعتزلنا، أو فليعتزل مسجدنا، وليقعد في بيته».
ليس على الملبس شرط سوى صلاحيته لأداء الصلاة من ستر للعورة ونظافة. غير أن المسلم يحرص على ارتداء ثوب لائق بزيارته لبيت الله خاصة يوم الجمعة.

## صور

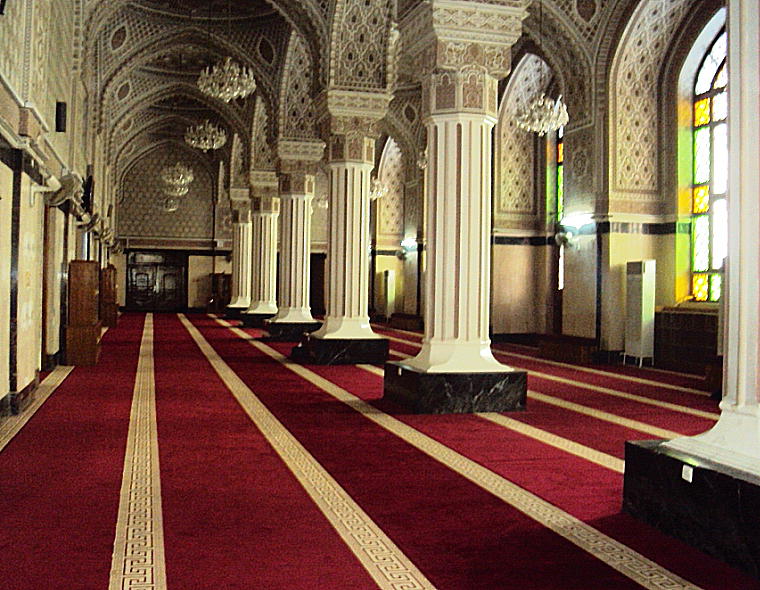
مصلى جامع أبي حنيفة النعمان في بغداد 2014
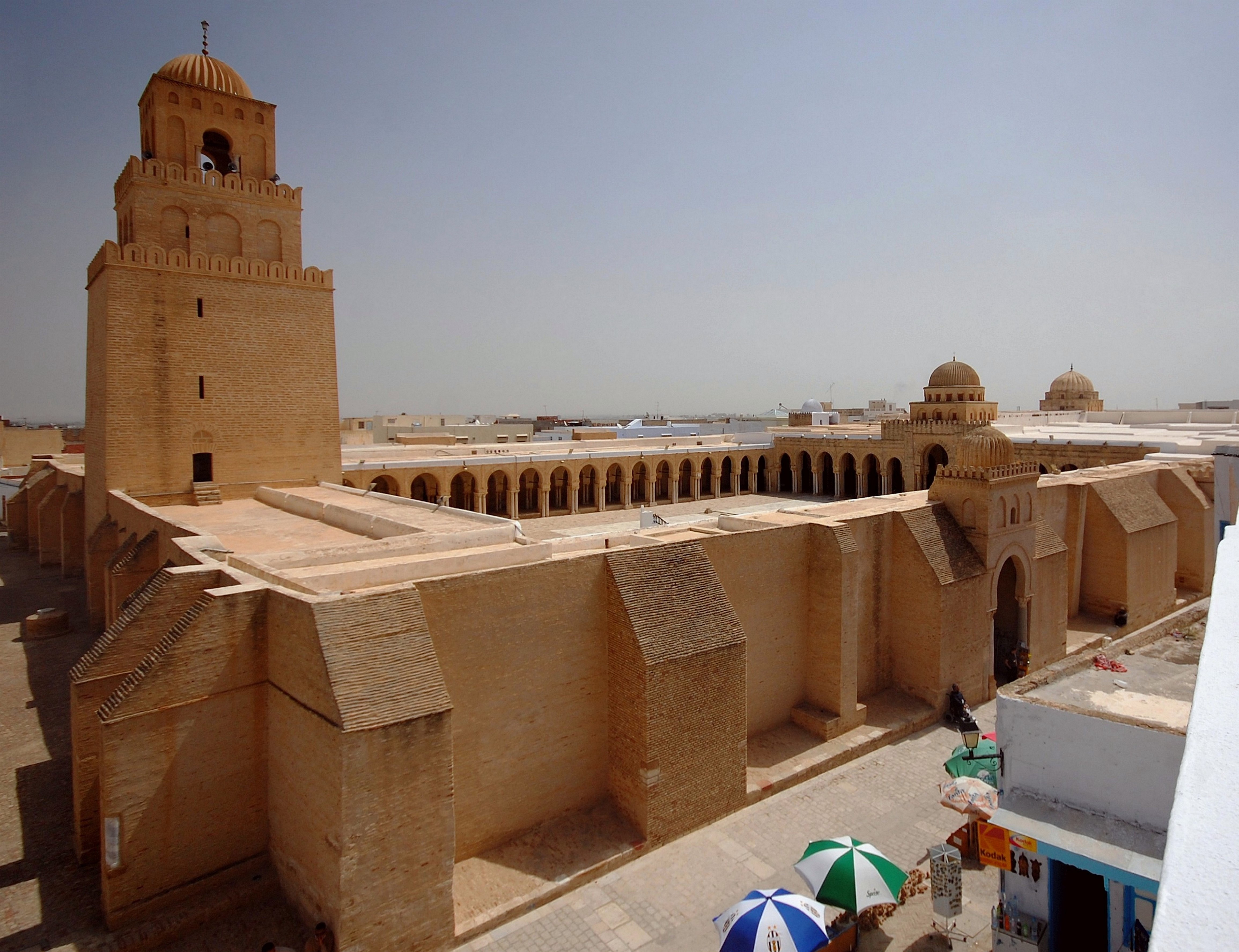
جامع عقبة بن نافع بالقيروان، تونس
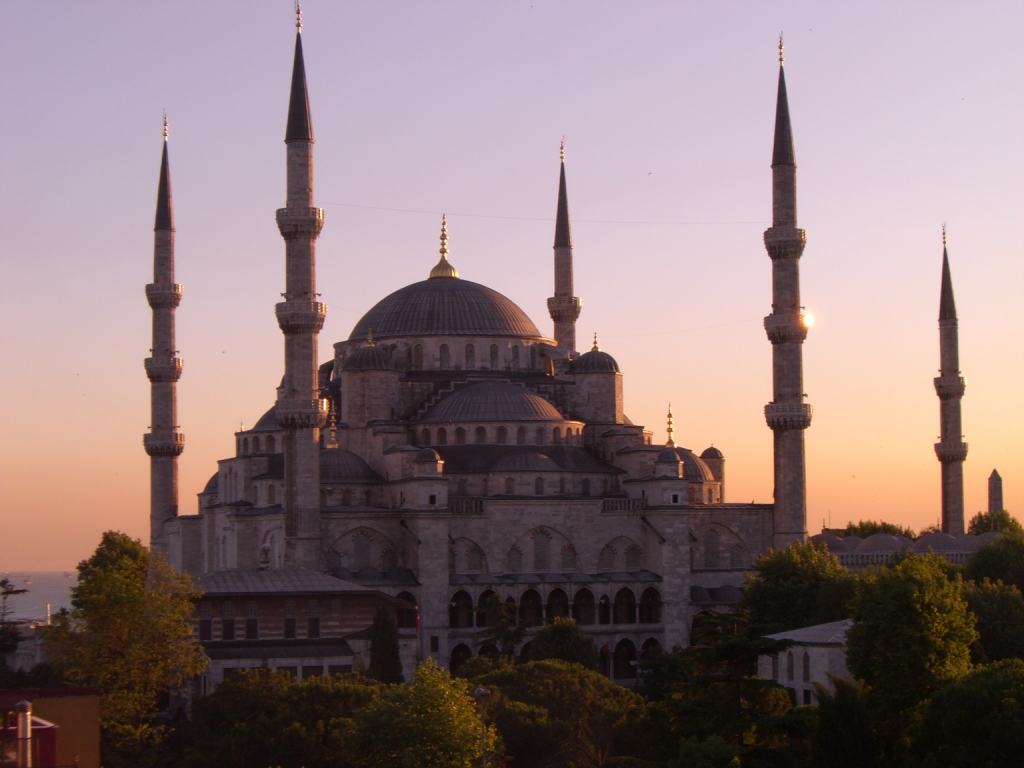
مسجد السلطان أحمد بإسطنبول، تركيا
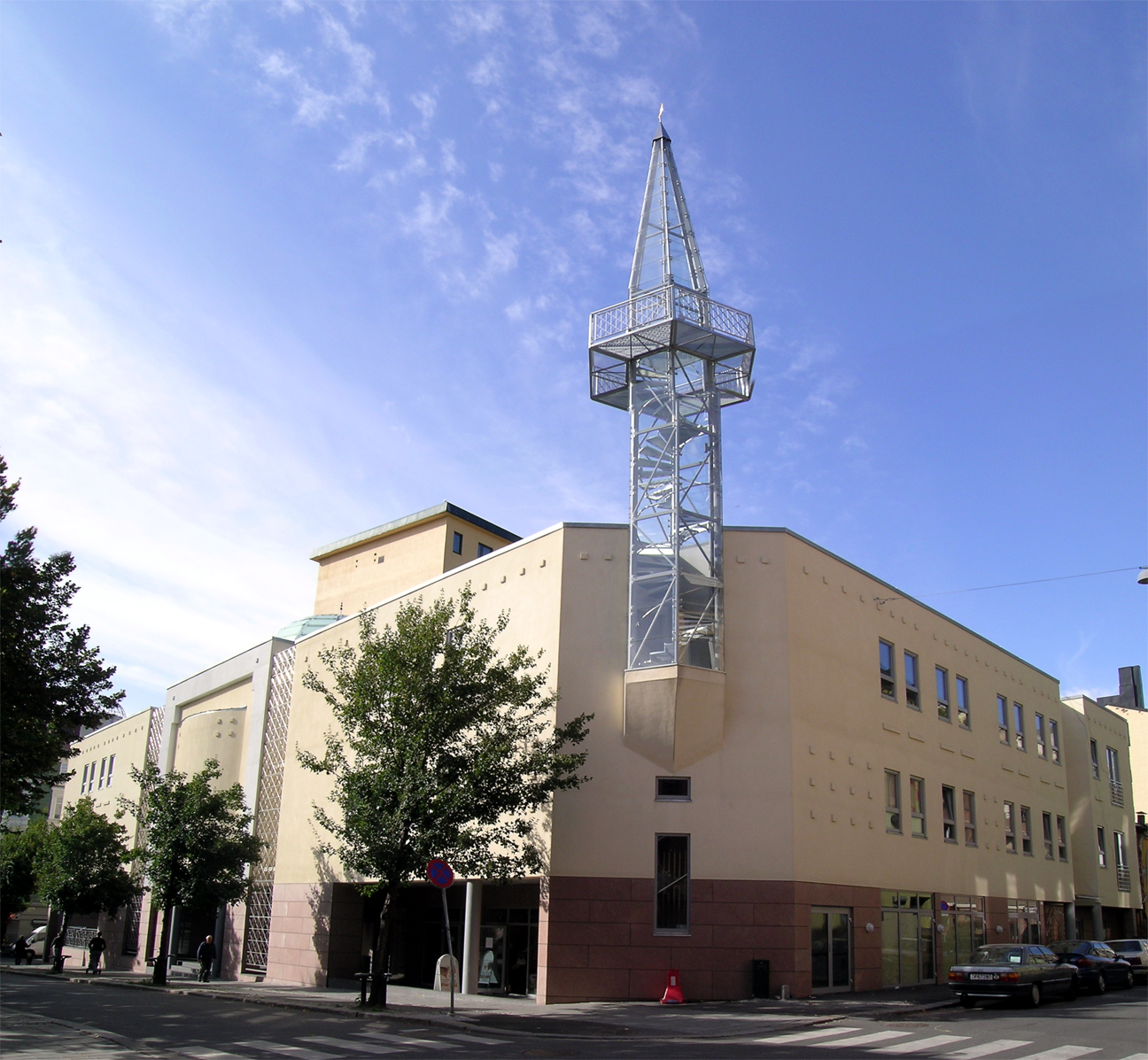
أحد مساجد أوسلو، النرويج
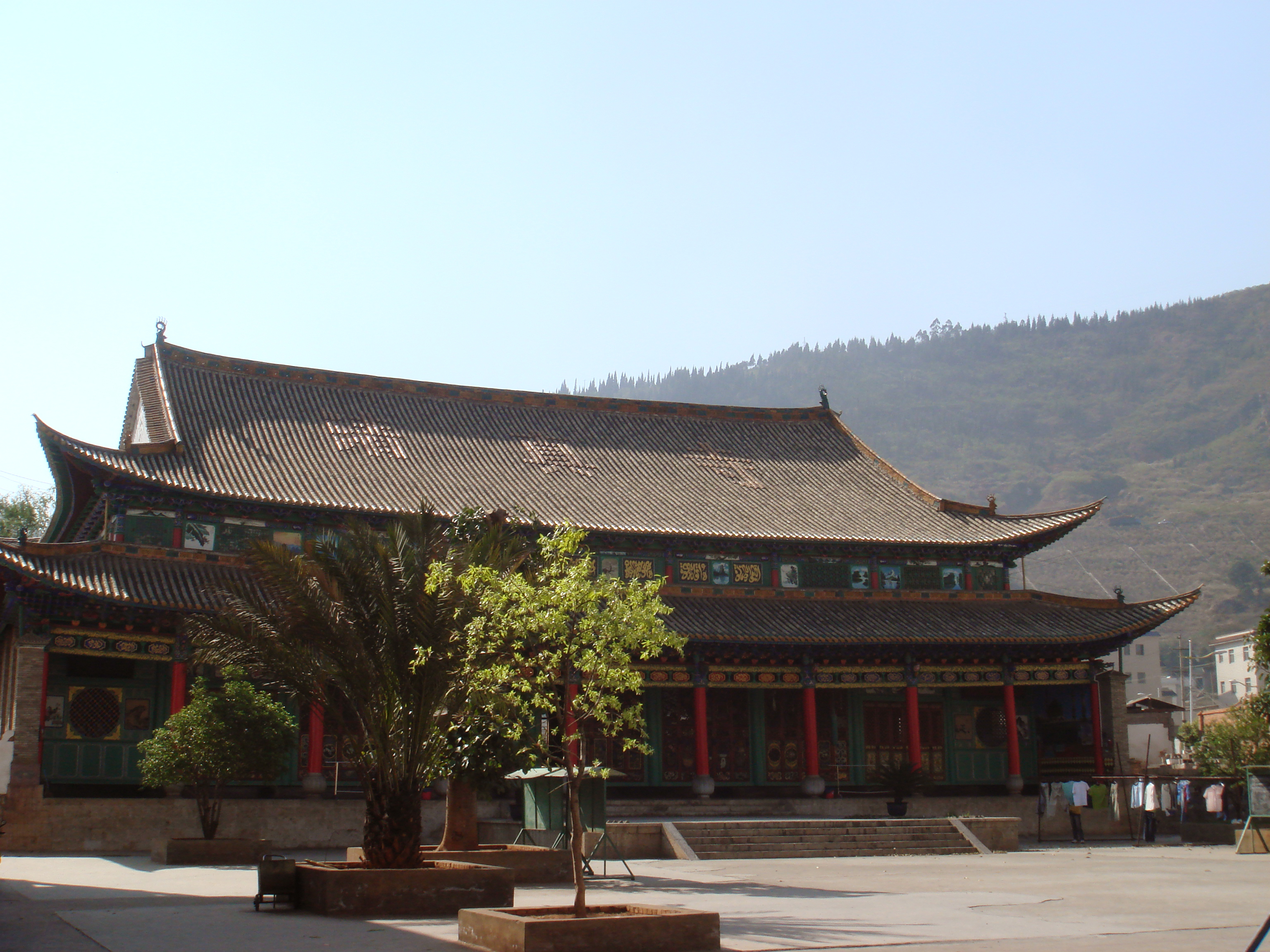
مسجد في يونان، الصين
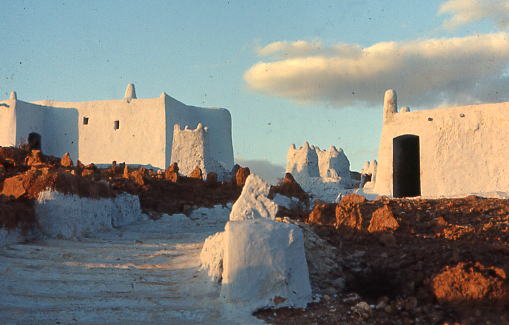
مسجد في غرداية، الجزائر

## وصلات خارجية
- موسوعة المساجد حول العالم
- المسجـــد (الجامع) - موسوعة المفاهيم - موقع الأزهر.